# 東北邊境特區

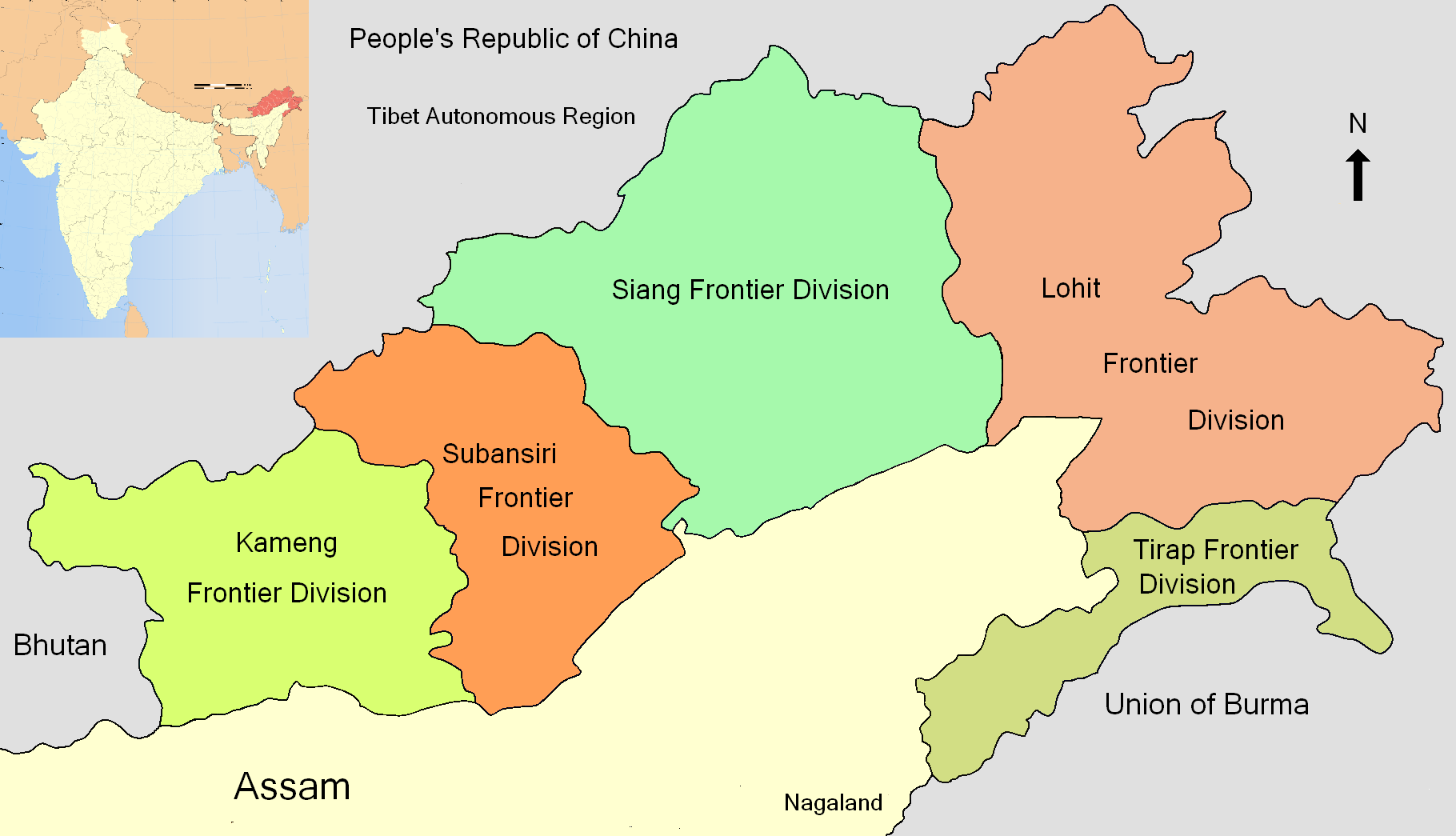
东北边境特区的行政区划（1963年）

东北边境特区（英語：North-East Frontier Agency）是印度一个已不存在的行政区划，位于中印边界，今属阿鲁纳恰尔邦。

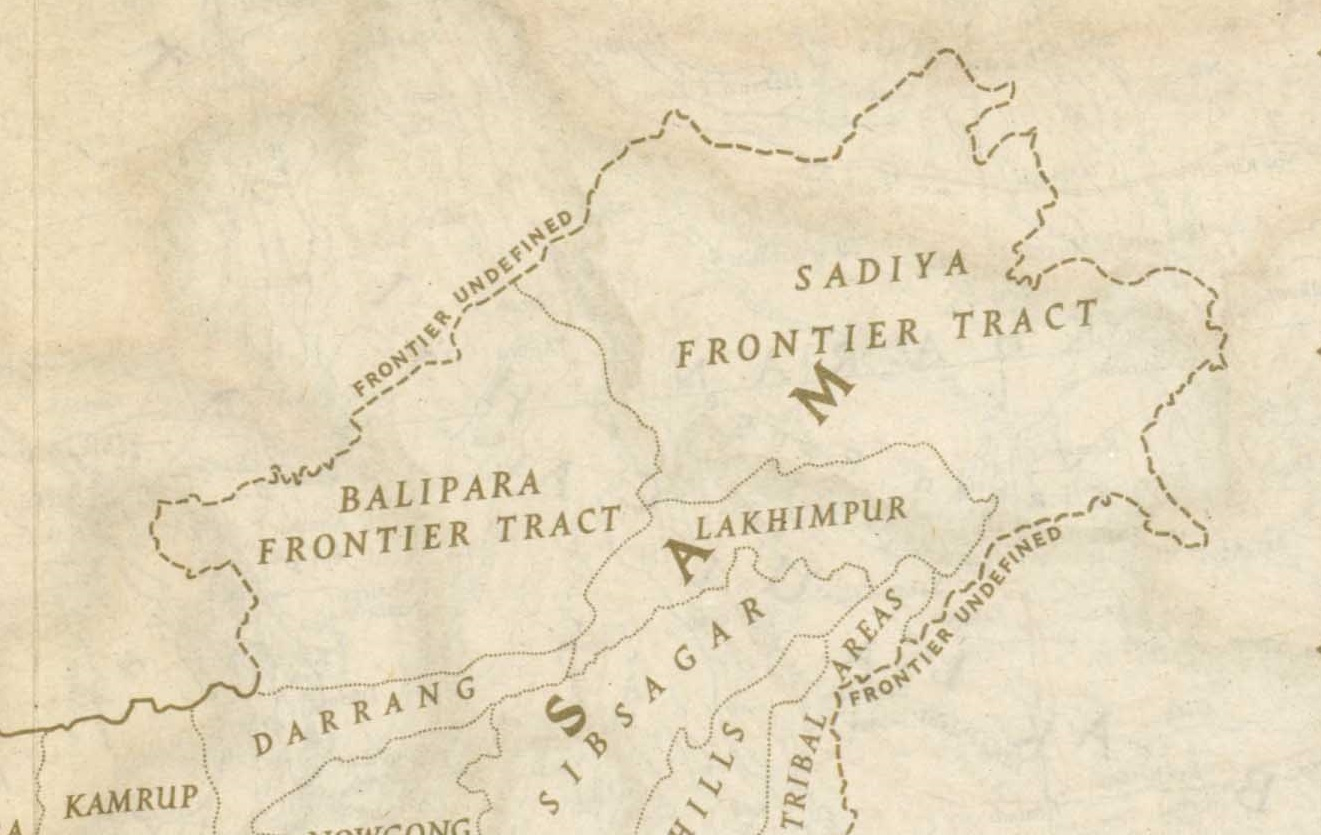
东北边境地区的行政区划（1946年）

1914年，英属印度政府建立了属于阿萨姆省的东北边境地区。它分为三个部分，被称为巴利帕拉（Balipara）边境地区、拉金普尔（Lakhimpur）边境地区和萨迪亚（Sadiya）边境地区。
印度于1954年设立东北边境特区取代东北边境地区，其行政中心设立于阿萨姆邦的西隆（今属梅加拉亚邦）。这一特区位于争议的麦克马洪线以南，属于中印边界纠纷地带，因此其合法性不被中国政府承认。在中印边境战争中，该地区是中印双方交战的主要战场之一。
1972年，东北边界特区被废除，改为阿鲁纳恰尔中央直辖区。1974年，阿鲁纳恰尔的行政中心从西隆迁往伊塔那噶。1987年，改为阿鲁纳恰尔邦。